# Iglesia de San Salvador (Brics)
La iglesia de San Salvador es un edificio situado en la entidad de población española de Brics, en la provincia de Lérida.

## Descripción
El edificio se encuentra en la entidad de población española de Brics, del municipio de Olíus, perteneciente a la provincia de Lérida, en la comunidad autónoma de Cataluña. Se menciona como iglesia parroquial del lugar en el cuarto volumen del Diccionario geográfico-estadístico-histórico de España y sus posesiones de Ultramar de Pascual Madoz, donde aparece descrita con las siguientes palabras:

hay una igl. reducida, bajo la advocacion de San Salvador, aneja de la parr. de Castellvell dist. 1 1/2 hora cuyo cura párroco la sirve.
(Madoz, 1846, p. 441)